# An der Schönen Blauen Donau

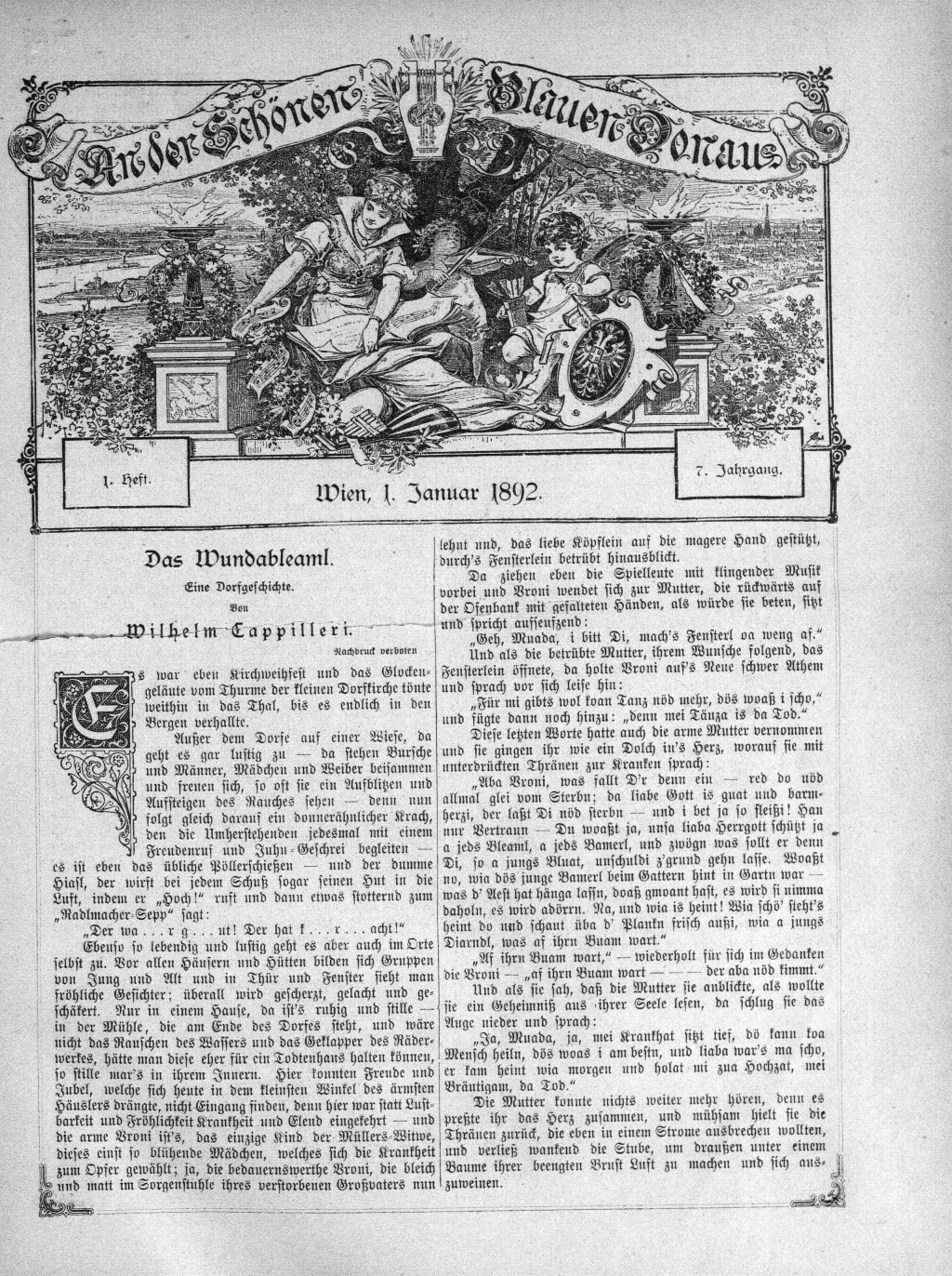
Titelblatt der Zeitschrift „An der Schönen Blauen Donau“

Die Zeitschrift An der Schönen Blauen Donau mit dem Untertitel „Unterhaltungsblatt für die Familie“ war ein bürgerliches Unterhaltungsblatt mit belletristisch-musikalischem Schwerpunkt. Als Erscheinungszeitraum sind die Jahre von 1886 bis 1896 nachgewiesen, Erscheinungsort war Wien.
„An der Schönen Blauen Donau“ erschien zweimal monatlich und stellte im Zeitraum von 1891 bis 1896 die Beilage zu Die Presse (Wien, 1848–1896) dar.
Herausgeber der Zeitschrift war der Journalist Fedor Mamroth, der die Redaktion der ersten vier Jahrgänge gemeinsam mit seinem Neffen Paul Goldmann leitete. In ihr erschienen frühe Texte von Arthur Schnitzler.
In der Zeitschrift fanden sich Inhalte zu den Rubriken Porträts, Novellen, Feuilleton, Wiener Leben, Haustheater, Allerlei, Frauen-Zeitung, Musik, Gedichte und Aphorismen. Auf Literatur und Lyrik lag ein besonderer Schwerpunkt. Der inhaltliche Bezug zu Wien wird besonders durch die Rubrik „Wiener Leben“ deutlich, in der Wiener Persönlichkeiten und Orte vorgestellt wurden.